# Porozmawiajmy o kobietach (film 1964)
Porozmawiajmy o kobietach (wł. Se permettete parliamo di donne) – włoski film komediowy z 1964 roku w reżyserii Ettorego Scoli, będący jego pełnometrażowym debiutem. Scola współtworzył również scenariusz wspólnie z Ruggero Maccarim. Światowa premiera odbyła się 28 września 1964 roku. W rolach głównych wystąpili Vittorio Gassman, Sylva Koscina, Antonella Lualdi oraz Walter Chiari. Muzykę do filmu skomponował Armando Trovajoli. Zdjęcia kręcono w Rzymie.

## Obsada
- Vittorio Gassman jako Straniero
- Sylva Koscina jako Ragazza
- Antonella Lualdi jako Fidanzata
- Walter Chiari jako Alfredo
- Giovanna Ralli jako prostytutka
- Edda Ferronao
- Olga Romanelli
- Mario Brega
- Gigi Proietti
- Mario Brega
- Riccardo Garrone
- Marco Tulli